# Китченковский сельский совет Харьковской области
Китченковский сельский совет — входит в состав Краснокутского района Харьковской области Украины.
Административный центр сельского совета находится в селе Китченковка.

## История
- 1918 — дата образования.

## Населённые пункты совета
- село Китченковка
- село Благодатное
- село Ковальчуковка
- село Коломакский Шлях
- посёлок Бузовая
- село Настеньковка
- село Сергеевка

### Ликвидированные населённые пункты
- село Сухомлыновка